# 1935 Lucerna
1935 Lucerna eller 1973 RB är en asteroid i huvudbältet som upptäcktes den 2 september 1973 av den Schweiziska astronomen Paul Wild vid Observatorium Zimmerwald. Den har fått sitt namn efter den Schweiziska staden Luzern.
Asteroiden har en diameter på ungefär 6 kilometer.